# Bravo (deutsche Zeitschrift)
Die Bravo (Eigenschreibweise: BRAVO) ist ein seit 1956 erscheinendes Jugendmagazin der Bauer Media Group, das über Jahrzehnte hinweg die Jugendkultur zahlreicher Jahrgänge von Jugendlichen geprägt hat. Zu Spitzenzeiten erreichte sie eine Auflage von 1,8 Millionen Exemplaren pro Woche.
Die Verbreitung des Internets als Massenmedium und vor allem der Verbreitung von Social Media, dessen Angebote zum neuen Leitmedium der Jugendkultur wurden, führten zu extremen Auflagenverlusten. Dies führte zu Sparmaßnahmen wie einer Verkleinerung der Redaktion und Umstellung der Erscheinungsweise. Im Januar 2015 wurde die Erscheinungsfrequenz von wöchentlich auf zweiwöchentlich umgestellt und im Januar 2020 von zweiwöchentlich auf monatlich. Die Bravo erschien zu Zeiten der wöchentlichen Veröffentlichung immer donnerstags.
Die verkaufte Auflage beträgt 46.707 Exemplare, ein Minus von 95,2 Prozent seit 1998.

## Geschichte
Erfinder der Zeitschrift waren die Journalisten Peter Boenisch, Alexander Rentsch und der Verleger Helmut Kindler. Sie erschien erstmals am 26. August 1956 mit dem Untertitel „Die Zeitschrift für Film und Fernsehen“ im Münchener Verlag Kindler & Schiermeyer. Die Startauflage betrug 30.000 Exemplare und der Verkaufspreis 50 Pfennig (heute inflationsbereinigt etwa 1,49 €). Auf der ersten Titelseite war Marilyn Monroe abgebildet. Das Heft 13/57 erschien am 31. März 1957 mit dem neuen Untertitel Die Zeitschrift mit dem jungen Herzen und dem Zusatz Film, Fernsehen, Schlager. Ab Heft 34/57 vom 13. August 1957 mit einer Auflage von 200.000 Exemplaren gab es keine Untertitel mehr. Bis Mitte 1959 stieg die Auflage auf 523.000 Exemplare.
Im Juli 1965 wurde Kindler & Schiermeyer an Springer verkauft. 1967 fusionierte Springer die vom Bauer-Verlag übernommene Jugendzeitschrift ok und wir mit der Bravo, die von April bis September 1967 unter dem Titel Bravo/OK geführt wurde. Nach dem Bericht der Günther-Kommission verkaufte Springer 1968 die Tochtergesellschaft Kindler & Schiermeyer an den Verleger Hans Weitpert, der dann Bravo an den Bauer-Verlag weiterverkaufte.
Die verkaufte Auflage überschritt im ersten Quartal 1966 erstmals die Millionengrenze und erreichte im ersten Quartal 1991 mit 1,58 Millionen Exemplaren ihren Höchststand. Im April 2014 wurde im Zuge von Sparmaßnahmen Jutta Stiehler, die langjährige Leiterin des Dr.-Sommer-Teams, nach 16 Jahren bei Bravo entlassen, ebenso Christina Bigl, die Leiterin der Bravo-Fotoredaktion. Im Januar 2015 wurde die Erscheinungsfrequenz von wöchentlich auf zweiwöchentlich umgestellt und im Januar 2020 von zweiwöchentlich auf monatlich. Seit der Auflösung der Münchener Redaktion zum 1. Januar 2021 wurden die Inhalte vom Kölner Redaktionsbüro Wipperfürth bezogen. Aktuell werden die Inhalte von Lück Redaktion aus Pullach verantwortet.

## Zielgruppe und klassische Rubriken
Die Bravo behandelt Themen, die vornehmlich Jugendliche interessieren, darunter aktuelle Informationen über Stars aus Musik, Film und Fernsehen, seltener auch Sport. Neben entsprechenden, reich bebilderten Berichten und Interviews sowie Charts und Liedtexten finden sich in der Heftmitte auch Poster der Stars, die herausgetrennt werden können und so manches Jugendzimmer geziert haben. Eine Besonderheit war dabei der sogenannte Bravo-Starschnitt, eine frühe Erfindung der Bravo. Bei diesem konnte man (wie bei einem Puzzle) die von Heft zu Heft erscheinenden einzeln auszuschneidenden Teile eines Posters zusammenfügen und so ein Bild des Stars in Lebensgröße erhalten – ein Mittel zur Leserbindung. Die erste Starschnitt-Aktion fand 1959 statt und war ein Poster von Brigitte Bardot. Auch die oft über mehrere Ausgaben weiter erzählten Foto-Love-Storys, bei denen eine Liebesgeschichte ähnlich einem Storyboard durch mehrere szenische Fotos mit kurzen zusätzlichen Texten erzählt wurden, waren regelmäßiger Bestandteil.
Von großer Bedeutung war stets die Fotoredaktion, da die Fotografen der Bravo häufig enge Bindungen zu den abgelichteten Stars aufbauen konnten und so auch Fotos jenseits üblicher Publicity-Aufnahmen in der Bravo zu finden waren. So fanden sich nicht nur Studio-Aufnahmen der Stars in der Bravo, sondern auch Aufnahmen auf der Bühne, backstage, zu Hause oder bei einem Stadtbummel. Dadurch gelang eine enge Adressatenbindung, da die Leser der Zielgruppe so Einblicke in das Leben ihrer Idole hatten, die anderswo nicht in diesem Umfang geboten wurden. Bekannte Fotografen der Bravo waren zum Beispiel Bubi Heilemann und Didi Zill.
Daneben betreibt die Bravo (Stand 2013) auch intensiv Beziehungs- und Sexualberatung (Ratgeberjournalismus), die speziell auf die Fragen, Probleme und Bedürfnisse von Jugendlichen in der Pubertät zugeschnitten ist.
Marie Louise Fischer (damals Erfolgsautorin einiger Liebesromane) gab von 1964 bis 1969 (unter den Pseudonymen Dr. Christoph Vollmer und Dr. Kirsten Lindstroem) erste Ratschläge in Beziehungsfragen; z. B. schrieb sie die Serien Knigge für Verliebte und Liebe ohne Geheimnis.
Ab dem 20. Oktober 1969 beantwortete Martin Goldstein (Arzt, Psychotherapeut und Religionslehrer) unter dem (von der Redaktion erdachten) Pseudonym Dr. Jochen Sommer Fragen der Jugendlichen rund um deren Sexualität. Goldstein hatte sich mit der Publikation Anders als bei Schmetterlingen als Jugend-Aufklärer einen Namen gemacht (auch weil er bis dato tabuisiertes Vokabular wie Glied oder Scheide verwendete). Für die speziell sexuellen Fragen schrieb er später als Dr. Alexander Korff, während Dr. Sommer sich überwiegend psychologischen Problemen widmete. 1984 beendete er seine Tätigkeit als Dr. Sommer. 1986 übernahm Diplom-Sozialpädagogin Margit Tetz die Leitung des Dr.-Sommer-Teams.
Seit Beginn der 1970er Jahre beantwortet ein Team Fragen der Leser. Dabei betont die Redaktion, dass in diesem Dr.-Sommer-Team weiterhin Experten arbeiten, zum Beispiel Gynäkologen, Kinder- und Jugendärzte und Jugendpsychologen. In der Hochphase gingen bei Bravo wöchentlich zwischen 3000 und 5000 Briefe zu Fragen der Pubertät und Sexualität ein, in den 1990er-Jahren waren es an die 250 pro Tag, im Jahr 2006 waren es noch etwa 400 pro Woche. Ziel des Teams ist es, jeden Brief zu beantworten.
Seit 1995 konnte die Bravo abermals mit einer neuen Idee Aufsehen erregen: der über viele Jahre erscheinenden Rubrik „Love- & Sex-Report“ (später umbenannt in „Bodycheck“ und in „That’s me“), wo Jugendliche und junge Erwachsene sich im Studio (aber aus rechtlichen Gründen mit Fernauslöser) vollkommen nackt fotografierten und Fragen zu ihrem Sexualleben beantworteten. Dieser Rubrik war jeweils eine Doppelseite gewidmet, wobei jeweils eine Seite einem Mädchen bzw. einer jungen Frau und eine Seite einem Jungen bzw. einem jungen Mann gewidmet war. Da dabei bewusst keine Fotomodels gewählt wurden, sondern ganz normale Jugendliche mit unterschiedlichen Körperformen, unterschiedlicher Körperbehaarung und unterschiedlich großen Brüsten bzw. Penissen abgebildet wurden, sollte dies Jugendlichen in der Pubertät, die Probleme mit ihrem Körper haben, helfen und ihnen zeigen, dass Körper sehr vielfältig sind und dass dies normal ist. Auch homosexuelle und bisexuelle Jugendliche sprachen dort ganz offen über ihre Sexualität und sollten auch in dieser Hinsicht zeigen, dass dies ganz normaler Bestandteil sexueller Vielfalt ist.

### Bravo Otto
Von der Zeitschrift wird seit 1957 jährlich der Bravo Otto verliehen, anfangs in Form einer Plakette und nur in der Kategorie „Film“. In der Folge kamen weitere Kategorien hinzu und ab 1966 wurde als Preis eine kleine Indianer-Statue verliehen. Dies war der seinerzeit grassierenden Western-Welle geschuldet. Die Preisträger werden von den Lesern bestimmt. Zu den Preisträgern gehörten bereits Pierre Brice (Winnetou), Inge Meysel mit elf Ottos, Manuela, Sandra, Joachim Fuchsberger, Creedence Clearwater Revival, Stefan Raab, David Hasselhoff, Blümchen, Britney Spears, Michael Jackson, Madonna, Mariah Carey, Leonardo DiCaprio, Boris Becker, Bro’Sis, Overground, Eminem, Christina Aguilera, Heike Makatsch, Kate Winslet, Horst Janson, Justin Bieber, Miley Cyrus, Big Time Rush, Y-Titty und viele mehr. Die meisten Ottos bisher (13 Stück) gingen an Bon Jovi, in der Rangliste gefolgt von Pierre Brice mit zwölf Ottos.
2022 wurde die Statue des Bravo Otto in ein Kid mit Basecap und Hoodie umgestaltet.

### Bravo Charts
Wöchentlich wählen die Leser die Bravo Charts, die manchmal im Gegensatz zu den deutschen Media Control Singles-Charts stehen. So erreichen häufig Songs die Spitze bzw. die Top 10 der Bravo-Charts, die kommerziell weniger erfolgreich sind. Dennoch gelten diese Charts als Gradmesser für die Popularität der Künstler der jeweiligen Zeit. Einen Überblick der jeweiligen Jahre geben die Bravo-Jahrescharts.

## Sonstiges
Auffallend an der Sprache der Bravo erscheinen relativ viele Anglizismen und Denglisch-Begriffe. Diese Entwicklung begann schon Mitte der 1980er Jahre.
Bravo war – vor allem in den 1970er und 1980er Jahren – prägend und stilbildend für viele Jahrgänge von Jugendlichen. Das Heft wurde an einigen Schulen von vielen Lehrern verrissen oder konfisziert. Viele heutige Erwachsene verdanken ihre sexuelle Aufklärung fast vollständig den Artikeln des Dr.-Sommer-Teams, die sie damals lasen.

## Auflage
Die verkaufte Auflage ist seit 1998 um 95,2 Prozent gesunken. Sie beträgt gegenwärtig 46.707 Exemplare. Das entspricht einem Rückgang von 922.974 Stück. Der Anteil der Abonnements an der verkauften Auflage liegt bei 18,9 Prozent. 74 Prozent der Bravo-Leser sind 12–19 Jahre alt, 58 Prozent sind weiblich.
| 1998   | 1999   | 2000   | 2001   | 2002   | 2003   | 2004   | 2005   | 2006   | 2007   | 2008   | 2009   | 2010   | 2011   | 2012   | 2013   | 2014   | 2015   | 2016   | 2017  | 2018  | 2019  | 2020  | 2021  | 2022  | 2023  | 2024  |
| ------ | ------ | ------ | ------ | ------ | ------ | ------ | ------ | ------ | ------ | ------ | ------ | ------ | ------ | ------ | ------ | ------ | ------ | ------ | ----- | ----- | ----- | ----- | ----- | ----- | ----- | ----- |
| 969681 | 804174 | 744429 | 854346 | 693340 | 617318 | 504724 | 569332 | 460379 | 422436 | 454131 | 512358 | 392377 | 327355 | 257139 | 191602 | 124265 | 141080 | 121631 | 92304 | 79604 | 60889 | 66217 | 54307 | 45096 | 51926 | 40966 |

## Kontroversen
1972 wurden zwei Ausgaben mit Artikeln zum Thema Selbstbefriedigung indiziert; sie wurden als jugendgefährdend eingestuft.
Die meisten Indizierungen der Zeitschrift geschahen im Zuge der Behandlung des Themas Sexualität. Doch in den 1990er Jahren kamen weitere Sachverhalte hinzu. So wurde beispielsweise die Ausgabe Nr. 21 vom 18. Mai 1995 indiziert, weil u. a. in dem Artikel Love & Sex Report ’95, „sich eine 13jährige nackt ablichten und ausfragen läßt“. Eine weitere Indizierung einer Bravo aus dem Jahr 1994 mit dem Fotoroman Im Bann des Teufels (über eine rituelle Vergewaltigung durch Satanisten) scheiterte knapp.
Im Jahr 1996 wurden die Ausgabe 8 vom 15. Februar wegen eines zweiseitigen Konzert-Berichts über die amerikanische Heavy-Metal-Band Gwar, der Fotografien ihrer gewaltverherrlichenden Bühnenshow mit Monster-Kostümen und Kunstblut umfasst, und die Ausgabe 11 vom 7. März aufgrund eines pornographischen Liedtextes indiziert.
In die Kritik kam Bravo durch die Werbekooperation Jobattacke mit der Bundesagentur für Arbeit. Der Deutsche Presserat sprach im März 2010 öffentlich eine Rüge aus. Bravo hatte in der als redaktionell gestalteten Rubrik an keiner Stelle kenntlich gemacht, dass es sich um Werbung der Bundesagentur handelte. Der Bundesrechnungshof rügte den Werbevertrag der Bundesagentur mit Bravo wegen seiner Intransparenz.
Im März 2017 erhielt die Bravo wegen mehrerer Schleichwerbeverstöße auf Instagram gleich zwei Rügen vom Deutschen Presserat. Ebenfalls im März 2017 stand die Bravo erneut in der Kritik, als das Recherchenetzwerk Correctiv aufdeckte, dass ein Bravo-Redakteur nebenberuflich für den Sänger Wincent Weiss Managementaufgaben übernahm.
Ein ehemaliges Modell erzählte zwei Interviewerinnen, dass es nicht wusste, dass sein Nacktbild vom Fotografen an Bravo verkauft werden sollte, um es in That's Me! zu veröffentlichen.

## Ableger

### Zeitschriften
- Bravo Poster war eine von 1973 bis 1976 monatlich erscheinende Zeitschrift mit vielen Postern.[28]
- Bravo Girl war eine von 1988 bis 2023 erscheinende Zeitschrift für Mädchen.
- Bravo Sport ist eine 1994 gestartete Sportzeitschrift.
- Bravo Screenfun war eine von 1997 bis 2009 erscheinende Zeitschrift über Computer- und Videospiele.[29]
- Bravo Hiphop Special war eine von 2005 bis 2012 erscheinende Zeitschrift über Hiphop.[30]
- Yeah! war eine 2007 bis 2014[31][32] erschienene Zeitschrift für neun- bis fünfzehnjährige Mädchen.[33]

### Website
Am 18. April 2001 wurde die redaktionell unabhängige Website Bravo.de gestartet. Am 17. August 2010 fand ein umfassender Relaunch statt.

### Fernsehsendungen
Bravo TV lief von Januar 1985 bis Dezember 1986 auf Sat.1, von Mai 1993 bis Dezember 2002 auf RTL II, von Januar 2003 bis Dezember 2004 im ZDF und von November 2005 bis Mai 2007 auf ProSieben. Im Oktober 2010 wurden vier Folgen bei schülerVZ ausgestrahlt.
Von Oktober 2005 bis Juli 2007 wurde im DSF die Sendung Bravo Sport TV gesendet.
Von 1994 bis 2010 wurde außerdem die jährlich stattfindende Bravo Super Show von RTL II, RTL bzw. ProSieben übertragen.

### Bravo Hits
Seit 1992 erscheint mit den Bravo Hits eine Serie von Musik-Samplern mit aktuellen Chart-Hits.

### Zum 50-jährigen Jubiläum
Im Jahr 2006 wurde zum Jubiläum ein Sammelband herausgegeben, der einen Überblick über die Sichtweise der Bravo auf die Welt in den letzten 50 Jahren bietet.
Kritischer mit der Bravo und ihrer Wirkung und Möglichkeiten setzt sich der Band 50 Jahre Bravo aus dem Archiv der Jugendkulturen auseinander, der bereits im Herbst 2005 erschien und in stark erweiterter Auflage im Dezember 2006 erneut auf den Markt kam.
Auf ProSieben wurde im Herbst 2006 die fünfteilige Reihe 50 Jahre Bravo ausgestrahlt.

## Dokumentation
- 65 Jahre „Bravo“ – Liebe, Stars und Dr. Sommer, ZDFzeit-Dokumentation, 2021